# کوشک فرهاد
کوشک فرهاد، طاق فرهاد یا دخمۀ روانسر، گوردخمه‌ای است که در حاشیه شهر روانسر و در حدود ۵۷ کیلومتری شمال غرب کرمانشاه قرار دارد. این گور دخمه در فهرست آثار ملی کشور به شماره ۲۰۴۹۳ به ثبت رسیده است.

## دیرینگی
زمانِ دقیقِ ساختِ این اثر به‌درستی مشخص نشده‌است. نخستین بار ارنست هرتسفلد از این گوردخمه نام برده هرچند شخصاً آن را ندیده‌است. نخستین باستان‌شناسی که از این مکان دیدن کرد، مسعود گلزاری بود که این مکان را متعلق به مادها دانست. پس از او پیتر کالمایر باستان‌شناس آلمانی در بازدید از این مکان و با توجه به نقش برجسته فروهر و مقایسه نقش با یک گور‌دخمه هخامنشی در آناتولی، آن را به دورۀ هخامنشیان منسوب کرد. 

## آسیب‌ها
کوشک فرهاد برخلاف اکثر گوردخمه‌های دیگر در ارتفاع کمی از سطح زمین ساخته شده‌‌است. همین مسئله سبب شده تا آسیب‌های متعددی به این اثر تاریخی وارد بیاید. نوشتن یادگاری و تبلیغات تجاری با اسپری و رنگ‌های شیمیایی آسیب زیادی به کوشک فرهاد وارد کرده‌است. همچنین در فصل‌های سرد سال افراد بی‌خانمان از این اثر به عنوان سرپناه استفاده می‌کنند که روشن کردن آتش و سوزاندن لاستیک ماشین در داخل آن سبب آسیب جدی به این اثر شده‌است. همچنین برخی افراد با هدف پیدا کردن گنج آسیب‌هایی را به گوردخمۀ کوشک فرهاد وارد کرده‌اند.

## مستندنگاری و ساماندهی
رئیس میراث فرهنگی شهرستان روانسر در ۱۶ آبان ۱۴۰۰ در جریان بازدید از کوشک فرهاد از برنامۀ‌ این اداره برای مستندنگاری این گوردخمه خبر داد تا در صورت ورود هرگونه آسیبی به آن، امکان بازسازی آن بر اساس نقشۀ اصلی کوشک فرهاد وجود داشته‌باشد. وی همچنین نرده‌گذاری اطراف اثر برای جلوگیری از ورود به داخل و احداث برج نوری برای بازدید گردشگران را برای ساماندهی کوشک فرهاد ضروری دانست.
در سال ۱۴۰۰ تعیین عرصه و حریم کوشک فرهاد انجام شد و برنامۀ مرمت آن در دستور کار میراث فرهنگی استان کرمانشاه و انجمن میراث فرهنگی روانسر قرار گرفت.

## مرمت
کوشک فرهاد در مرداد ۱۴۰۳ تحت عملیات مرمت شامل پاک کردن آثار دود و رنگ قرار گرفت. همچنین تابلوی اثر تعویض و برج نوری در آن نصب شد.